# Стражник великий коронний
Стражник великий коронний (пол. Strażnik wielki koronny, лат. praefectus excubiarum seu vigiliarum) — уряд військовий, член генерального штабу. 
За значенням поступався лише урядам гетьмана великого коронного і гетьмана польного коронного. Спочатку першочерговими завданнями стражника було стежити за безпекою східного кордону країни. Пізніше, під час командування військом королем, стражник коронний відповідав за безпеку на марші, керував передньою сторожею, виставляв охорону, чатових навколо табору. При командуванні військом великим гетьманом ці функції виконував польний гетьман. 
Уряд був створений у середині XVII століття. На нього претендентів призначав король за поданням великого гетьмана. З XVIII століття це був чисто титулярний уряд, з 1768 року їх ввели до переліку достойників держави. Від 1775 року стражники коронні засідали в судах Департаменту військового Постійної Ради.

## Деякі відомі стражники великі коронні
- Ян Одживольський (1619–1621)
- Стефан Хмелецький
- Самійло Лящ (1630–1646)

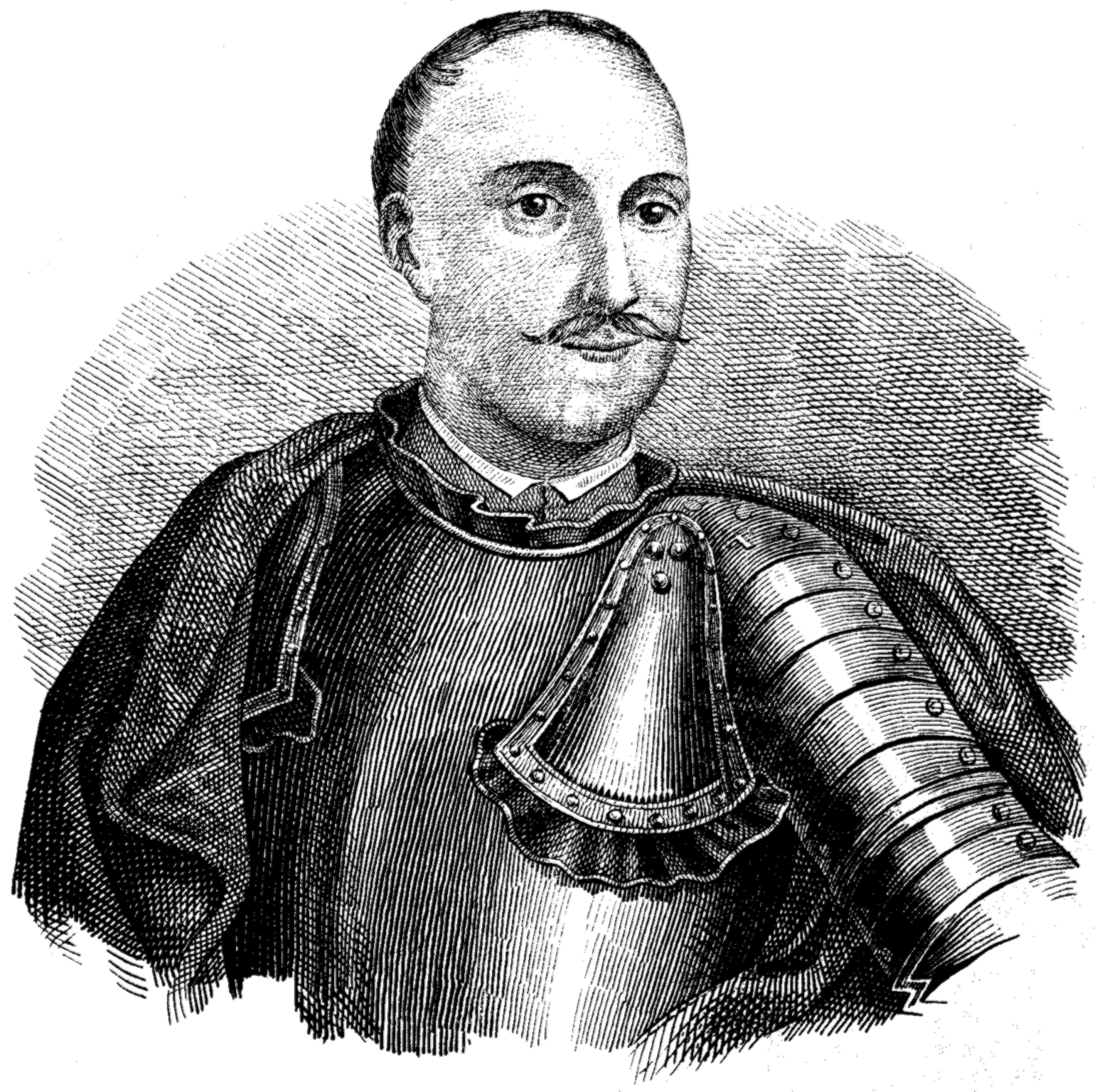
Юзеф Сераковський

- Маріуш-Станіслав Яскульський (1648–?)
- Дмитро Юрій Вишневецький (1657–1660)
- Станіслав Ян Яблоновський (1660–1661)
- Якуб Потоцький (1661–1664)

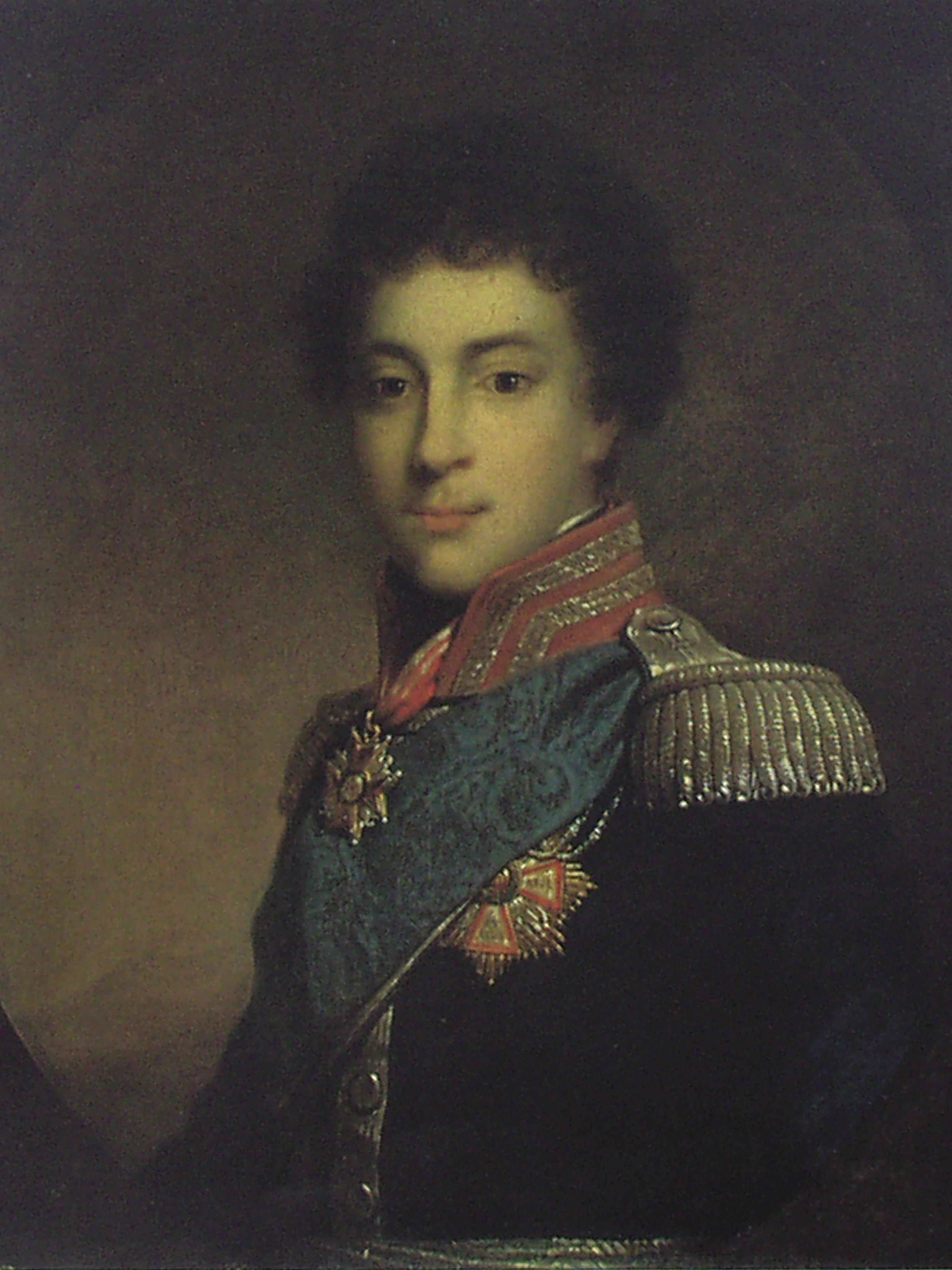
Януш Модест Сангушко

- Микола-Єронім Сенявський (1664–1668)
- Стефан Бідзінський[pl] (1668–1696)
- Стефан Александер Потоцький (1697–1720)
- Юзеф Потоцький (1720—1723)
- Юзеф Антоній Бжуховський (1724–1730)
- Юзеф Сераковський (1730–1748)
- Антоній Любомирський[pl] (1748–1752)
- Станіслав Любомирський (1752–1766)
- Францішек Чацький[pl] (1766–?)
- Януш Модест Сангушко (1787–?)